# مساعد الطرير
مساعد الطرير لاعب كرة قدم سعودي سابق.
هو مساعد الطرير مواليد 1970م في الرياض عاصمة السعودية، لعب سابقاً كمدافع لنادي النصر السعودي كما سبق له تمثيل المنتخب السعودي.
ومساعد هو شقيق مهاجم النصر السابق وليد الطرير.
وكان مساعد قد بدأ مع النصر في الفئات السنية حتى مثل الفريق الأول في عام 1405هـ واستمر مع النصر حتى عام 1416هـ.
9 سنوات مع النصر حقق فيها سبع بطولات مابين دوري وكأس وبطولة خارجية، انقطع سنة واحدة عن النادي وذلك في عام 1413 بسبب خلافات مع الإدارة ثم عاد في الموسم التالي.
كان يلعب مساعد في مركز الظهير الأيمن ويتيمز بالسرعة وإجادته لتنفيذ الكرات العرضية، وسبق أن انضم في بعض الفترات للمنتخب الأول.

## إسهاماته مع النصر
- الفوز ببطولة الدوري السعودي ثلاث مرات أعوام 1409هـ و1414هـ و1415هـ
- الفوز ببطولة كأس الملك ثلاث مرات اعوام 1406هـ و1407هـ و1410هـ
- الفوز ببطولة كأس الخليج مرتين أعوام 1416هـ و1417هـ